# Saint-Jean-sur-Mayenne
Saint-Jean-sur-Mayenne là một xã của tỉnh Mayenne, thuộc vùng Pays de la Loire, tây bắc nước Pháp.